# Карл Кристиан (князь Нассау-Вейльбурга)
Карл Кристиан Нассау-Вейльбургский (нем. Karl Christian von Nassau-Weilburg; 16 января 1735, Вайльбург — 28 ноября 1788, Драйзен) — князь Нассау-Вейльбурга в 1753—1788 годах.

## Биография
Карл Кристиан — сын князя Карла Августа Нассау-Вейльбургского и Августы Фридерики Нассау-Идштейнской, дочери князя Георга Августа Нассау-Идштейнского. Учителем Карла Кристиана был назначен датский полковник Карл де ла Потри, выехавший со своим воспитанником в Лозанну. В 1753 году Карл Кристиан наследовал отцу под опекой князя Карла Нассау-Узингенского, но уже в 1754 году был признан совершеннолетним императором Францем I Стефаном. Карл Кристиан передал правление в княжестве своему учителю де ла Потри, а сам поступил на службу в нидерландскую армию в чине генерала инфантерии, служил губернатором Берген-оп-Зом и Маастрихта, штатгальтером Слёйса и командиром голландской конной гвардии. С 1769 года Карл Кристиан в звании фельдмаршал-лейтенанта и фельдмаршала руководил верхнерейнскими районными войсками.
5 марта 1760 года 25-летний Карл Кристиан женился в Гааге на 17-летней Каролине Оранской (1743—1787), дочери принца Вильгельма IV Оранского и принцессы Анны, старшей дочери британского короля и курфюрста Ганновера Георга II. У супругов Карла Кристиана и Каролины родилось 16 детей.
До перевода двора в Нассау-Вейльбург в 1785 году Карл Кристиан бывал на родине от случая к случаю. После смерти де ла Потри в 1770 году княжеством по поручению Карла Кристиана управлял барон Фридрих Людвиг фон Боцгейм.
В 1783 году Карл Кристиан подписал договор «О нассауском наследном союзе», обеспечивший власть в Нассау. Карлу Кристиану наследовал старший сын Фридрих Вильгельм в 1788 году.

## Потомки
- Георг (1760—1762)
- Вильгельм (1761—1762)
- Августа Мария Каролина (1764—1802), монахиня Кведлинбургского и Херфордского монастырей
- Луиза (1765—1837), замужем за Генрихом XIII Рейсс-Грейцским (1747—1817)
- дочь (1767)
- Фридрих Вильгельм (1768—1816), князь Нассау-Вейльбургский, женат на Луизе Сайн-Гахенбургской
- Каролина (1770—1828), замужем за принцем Карлом Людвигом Вид-Рункельским (1763—1824)
- Карл (1772)
- Карл (1775—1807)
- Амалия (1776—1841), замужем за князем Виктором II Ангальт-Бернбург-Шаумбург-Хоймским, затем за бароном Фридрихом Штайн-Либенштайн-Бархфельдским
- Генриетта (1780—1857), замужем за Людвигом Вюртембергским (1756—1817).